# Tabea Sellner
Tabea Sellner (* 25. August 1996 in Gießen als Tabea Waßmuth) ist eine ehemalige deutsche Fußballspielerin. Sie spielte zuletzt für den VfL Wolfsburg und war A-Nationalspielerin.

## Karriere

### Verein
Tabea Sellner wechselte im Dezember 2008 vom Karlsruher SV in den Nachwuchs der TSG 1899 Hoffenheim und gewann dort im Jahr 2012 die deutsche B-Juniorinnen-Meisterschaft. Zur Rückrunde der Saison 2012/13 rückte sie in die zweite Hoffenheimer Mannschaft auf und erreichte mit dieser im Sommer 2014 den erstmaligen Aufstieg in die 2. Bundesliga. Von 2015 bis 2021 spielte sie für die erste Mannschaft der TSG in der Bundesliga und erzielte 28 Tore in 96 Ligaspielen.
Zur Saison 2021/22 schloss sie sich dem VfL Wolfsburg an. Sie kündigte im April 2025 das Ende ihrer Laufbahn zum Saisonende hin an.

### Nationalmannschaft
Ihr Länderspieldebüt gab Tabea Sellner am 22. September 2020 im siebten EM-Qualifikationsspiel der Gruppe I beim 3:0-Sieg der A-Nationalmannschaft gegen die Nationalmannschaft Montenegros. Ihre ersten beiden Länderspieltore erzielte sie am 1. Dezember in Dublin im letzten EM-Qualifikationsspiel beim 3:1-Sieg über die Nationalmannschaft Irlands mit den Treffern zum 2:0 in der 29. und zum 3:1 in der 85. Minute.
Für die EM 2022 in England wurde sie von der Bundestrainerin Martina Voss-Tecklenburg in den Kader berufen. Das deutsche Team erreichte das Finale, scheiterte aber an England und wurde Vize-Europameister. Sellner kam bei vier Spielen zum Einsatz.

## Erfolge
- 2012: Gewinn der deutschen Fußballmeisterschaft der B-Juniorinnen (TSG 1899 Hoffenheim)
- 2014: Aufstieg in die 2. Fußball-Bundesliga (TSG 1899 Hoffenheim II)
- 2022: Gewinn der Deutschen Fußballmeisterschaft
- 2022: Gewinn des DFB-Pokals
- 2022: Finalist Europameisterschaft
- 2023: Gewinn des DFB-Pokals
- 2024: Gewinn des DFB-Pokals

## Privates
Tabea Sellner schloss im Jahr 2021 in Mannheim erfolgreich ihr Masterstudium in Psychologie ab und promoviert noch bis voraussichtlich 2024 über ein sportmedizinisches Thema. Sie heiratete 2023 und trägt seitdem den Nachnamen Sellner. Im April 2024 hat sie einen Sohn zur Welt gebracht.